# Kimberley Mickleová
Kimberley Mickleová (* 28. prosince 1984 Perth) je bývalá australská atletka, oštěpařka.

## Kariéra
V roce 2001 se stala v maďarském Debrecínu mistryní světa do 17 let. O rok později skončila na juniorském mistrovství světa v Kingstonu na Jamajce ve finále na 9. místě. V roce 2005 startovala především na domácích mítincích a mimo Austrálii závodila pouze v čínském městě Čchung-čching. V následujícím roce reprezentovala Oceánii na světovém poháru v Athénách, kde výkonem 58,52 m obsadila 5. místo.
Výrazný progres zaznamenala v sezóně 2009, kdy poprvé v kariéře několikrát přehodila šedesátimetrovou hranici. Poprvé tohoto výkonu dosáhla 28. února v Sydney, kde oštěp poslala do vzdálenosti 60,68 m. O dva týdny později si vylepšila osobní rekord až na 63,49 m. Poprvé se také zúčastnila MS v atletice. Na šampionátu v Berlíně skončila v kvalifikaci na celkové 15. místě (57,46 m) a postup do finále ji unikl o tři místa. Na Světovém atletickém finále v Soluni se umístila na 6. místě.
Na kontinentálním poháru ve Splitu v roce 2010 reprezentovala asijsko-pacifický tým. Ve své disciplíně se umístila na třetí příčce (61,36 m), avšak její tým skončil v celkovém hodnocení na posledním, 4. místě se ztrátou pěti a půl bodu na tým Afriky. V říjnu roku 2010 získala stříbrnou medaili na hrách Commonwealthu v indickém Novém Dillí.
Na MS v atletice 2011 v jihokorejském Tegu postoupila do finále, v němž obsadila výkonem 61,96 m 6. místo. Na Letních olympijských hrách 2012 v Londýně skončila v kvalifikaci na 17. místě a do dvanáctičlenného finále se nepodívala. Její nejdelší hod měřil 59,23 m. Poslední postupující byla její krajanka Kathryn Mitchellová, jež o 11 centimetrů přehodila 60 metrů.

### 2013
Největšího úspěchu své kariéry dosáhla na světovém šampionátu v Moskvě v roce 2013. Před startem šampionátu si 6. července vylepšila na mítinku Diamantové ligy Areva v Paříži osobní maximum na 64,35 m. Další zlepšení zaznamenala na samotném MS v kvalifikaci, kde ve druhé sérii poslala náčíní do vzdálenosti 65,73 m. Tímto výkonem si zajistila postup do finále, když v kvalifikaci obsadila celkové druhé místo za domácí Abakumovovou (69,09 m).
Finále zahájila pokusem dlouhým 60,43 m. Druhým pokusem však výrazněji promluvila do boje o stupně vítězů. Zaznamenala v něm zlepšení osobního rekordu na 66,25 m a patřila ji průběžná druhá příčka. Ta ji také nakonec zůstala, když přes 66 metrů se dostala pouze Němka Christina Obergföllová, jež se stala mistryní světa. Mickleová se v poslední sérii opět zlepšila, a hodnotu osobního rekordu stanovila na 66,60 metru. Na stupních vítězů poté obdržela stříbrnou medaili, bronz vybojovala vítězka kvalifikace Marija Abakumovová (65,09 m).
Svoji sportovní kariéru ukončila v březnu 2018.

### Osobní rekord
- hod oštěpem – 66,83 m – 22. března 2014, Melbourne